# Rubus maximiformis
Rubus maximiformis es una especie de planta del género Rubus, perteneciente a la familia Rosaceae.

## Taxonomía
Rubus maximiformis fue descrita por H. E. Weber en 1981.

## Distribución
Se encuentra en el territorio de Dinamarca y Alemania.